# Hugo Pfeil

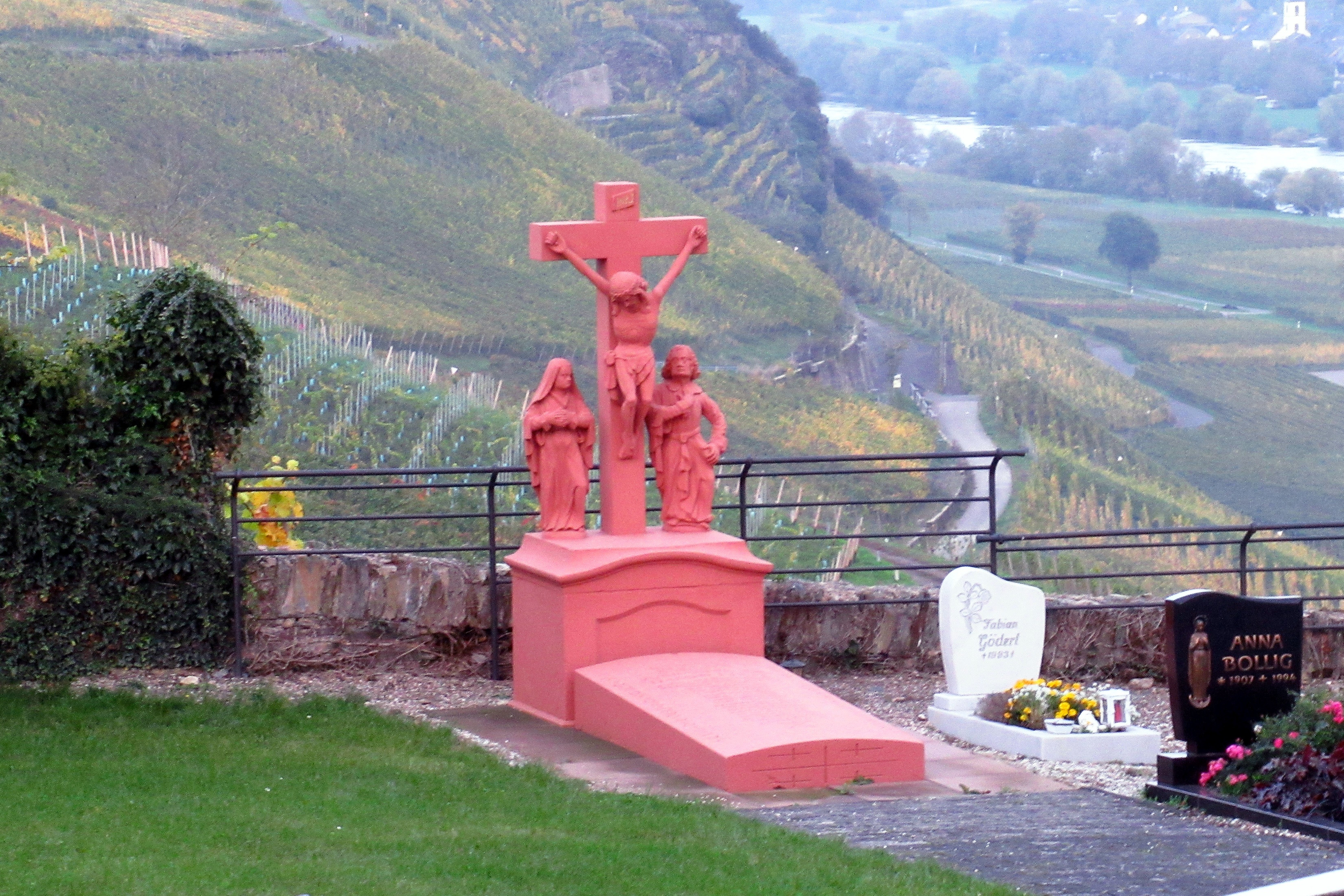
Das Grab von Hugo Pfeil auf dem Kirchhof in Monzel vor einer Kreuzigungsgruppe.

Hugo Pfeil (* 21. September 1885 in Bassenheim, bei Koblenz; damals preußische Rheinprovinz; † 21. Mai 1967 in Monzel, Deutschland) war ein römisch-katholischer Priester. Als Pfarrer im Saargebiet stand er in religiös motivierter Opposition zum NS-Regime und wurde deshalb ab dem Jahre 1939 im KZ Dachau inhaftiert. Für seine besonderen Leistungen wurde er mit dem Bundesverdienstkreuz ausgezeichnet.

## Biografie
Hugo Pfeil wurde in Bassenheim bei Koblenz geboren. Er war der älteste Sohn von Gerhard Pfeil, Oberrentmeister auf Burg Eltz. Nach dem Besuch des Gymnasiums in Koblenz studierte er Theologie in Innsbruck und Trier.
Am 1. August 1912 wurde er von Bischof Michael Felix Korum im Trierer Dom zum Priester geweiht. Die folgenden neun Jahre wirkte er als Kaplan in Mettlach, Rübenach und Linz am Rhein. Am 14. Juli 1921 wurde er zum Pfarrer von St. Laurentius in Laufersweiler bestellt. In dieser kleinen Diasporagemeinde im Hunsrück war er nach 50 Jahren der erste Pfarrer und leistete eine immense religiöse wie ökonomische Aufbauarbeit. In dieser Zeit übersetzte er das Buch des Heiligen Franz von Sales (1567–1622) Anleitung zu einem wahrhaft frommen Leben, im deutschen Sprachraum auch unter dem Titel Philothea bekannt, die er 1927 veröffentlichte. Seit 1928 bat er mehrfach um seine Versetzung in eine katholische Gegend. Er wollte in eine Pfarrei an der Mosel. Mit dem aufkeimenden Nationalsozialismus geriet er schon bald in Konflikt, weil er sich in seinen Predigten dagegen wandte. Zunehmende Auseinandersetzungen veranlassten ihn, sich ab 1932 um eine Versetzung in das damals von einer Regierungskommission des Völkerbundes stehende Saargebiet zu bemühen.
Am 30. Juli 1933 wurde er Pfarrer in Humes im Saargebiet. Auch dort war es eine Zeit des politischen Umbruchs. Im selben Jahr noch wurde eine NSDAP-Ortsgruppe in Humes gegründet. Die katholische Kirche passte sich dem Trend der Zeit an. 1934 gaben die meisten Priester auf Intervention der Bischöfe von Speyer und Trier ihre vormals antinationalsozialistische Haltung auf. Nicht so Pfeil. 1935 erfolgte der Anschluss des Saargebietes an das Deutsche Reich.
Für Hugo Pfeil galten die weltlichen Autoritäten nach den religiösen stets als zweitrangig. Diese Einstellung brachte ihn auch in Humes in Konflikt mit den örtlichen Vertretern des NS-Regimes. So wurde er einmal unter dem Vorwurf verhaftet, dass er nie den „deutschen Gruß“ verwende. Pfarrer Pfeil grüßte lieber mit „Grüß Gott“. Mit diesem „altdeutschen Gruß“, wie er ihn nannte, machte er öffentlich, wer für ihn die Autorität war.
Im März 1936, bei den Reichstagswahlen und der Volksabstimmung zur Ermächtigung der Rheinlandbesetzung, blieb Pfarrer Pfeil demonstrativ zu Hause. Als einziger in Humes opponierte er gegen die Wahlfarce, trotz Wahlpflicht. Die örtliche SA reagierte prompt. Kurz vor Schließung des Wahllokals zerrten sie ihn vom Pfarrhaus über die Straße zur Urne.
Es kam auch mit den Mitgliedern des Kirchenvorstandes und den Lehrern der Volksschule zu Differenzen über die Haltung zum Nationalsozialismus. Dann entbrannte im September 1939 ein offener Konflikt. In seiner Predigt am ersten Sonntag nach Kriegsbeginn bezeichnete er korrekterweise den angeblichen polnischen Überfall auf deutsches Gebiet als eine Propagandalüge. Ein Bürger aus seiner Gemeinde zeigte ihn an. Daraufhin wurde Hugo Pfeil am 20. September 1939 von der Gestapo Saarbrücken unter dem Verdacht auf staatsgefährdende Äußerungen verhaftet. Er wurde zunächst im Gefängnis in Ottweiler und ab 11. Oktober 1939 im Amtsgerichtsgefängnis St. Wendel festgehalten. Am 15. Februar 1940 wurde er ins Konzentrationslager Sachsenhausen bei Berlin und später am 15. Dezember 1940 in den Pfarrerblock im KZ-Dachau bei München gebracht.
Kirchenvertreter und Familienangehörige wurden lange Zeit über seinen Verbleib im Ungewissen gelassen. Bemühungen seines Bruders Dr. Thomas Pfeil, Saarbrücken, etwas zu erfahren und ihn frei zu bekommen, blieben erfolglos. Erst im März 1944 wurde dem Bischöflichen Generalvikariat in Trier offiziell Pfeils Adresse mitgeteilt: „Dachau, 3k, Block 26/3 No. 22644“. Gesuche auf Pfeils Entlassung aus der so genannten Schutzhaft wurden wiederholt abgelehnt mit dem Hinweis auf sein Verhalten im Lager. So wurde er insgesamt fünf Jahre und sieben Monate ohne gerichtliche Untersuchung oder Verurteilung als politischer Häftling festgehalten. Am 9. April 1945, einen Tag nach der bedingungslosen Kapitulation der Wehrmacht, ließen ihn seine SS-Schergen eine Verzichtserklärung auf etwaige spätere Regressansprüche unterschreiben und entließen ihn aus der Haft.
Hugo Pfeil ging zurück nach Humes. Am 1. Juli 1945 wurde er wieder in sein Amt eingeführt. Aber er hatte sich sehr verändert und verschloss sich zunehmend vor anderen Menschen. 1946 verfasste er ein bis 2012 unveröffentlichtes Manuskript: Das Leben, Leiden und Sterben der Priester in Dachau. Er konnte nicht mehr richtig Fuß fassen in Humes. In seiner Pfarrei traf er auf ehemalige SS-Männer, denen er in Sachsenhausen und Dachau begegnet war. Schließlich, von Alt-Nazis angefeindet und insgesamt von der Gemeinde nicht mehr akzeptiert, bat er um seine Versetzung.
Ab dem 20. April 1951 bis zum 1. Oktober 1966 war er Pfarrer von St. Nikolaus in Monzel an der Mosel. Vor seiner Emeritierung wurde ihm das Bundesverdienstkreuz und der Ehrentitel Geistlicher Rat verliehen. Am 21. Mai 1967 starb Hugo Pfeil in Monzel, wo er auf dem Kirchhof von St. Nikolaus beigesetzt wurde.
2012 wurde Das Leben, Leiden und Sterben der kath. Priester im KZ Dachau als überarbeitete Fassung aus dem Jahre 1960 von der Stiftung Kulturgut Gemeinde Eppelborn herausgegeben, bearbeitet und kommentiert von Bernhard Haupert, Hans Günther Maas und Franz Josef Schäfer. Prälat Hermann Scheipers (1913–2016), ebenfalls ein Dachau-Priester, schrieb das Vorwort.

## Werke
- François (de Sales.), Hugo Pfeil: Des hl. Franz von Sales Philothea oder Anleitung zu einem wahrhaft frommen Leben. Gebr. Steffen, Limburg 1927.
- Gregorius Rippel, Hugo Pfeil: Die Schönheit der katholischen Kirche dargestellt in ihren äußeren Gebräuchen. 2. Auflage. Steffen, 1930.
- Hugo Pfeil: Das Leben, Leiden und Sterben der Priester in Dachau. Humes 1945 (unveröffentlichtes Manuskript im Bistumsarchiv Trier: BA Trier, Abt. 86, Nr. 69).
- Hugo Pfeil, bearbeitet von Bernhard Haupert, Hans Günter Maas und Franz Josef Schäfer: Leben, Leiden und Sterben der kath. Priester im KZ Dachau. Hrsg.: Stiftung Kulturgut Gemeinde Eppelborn. Eppelborn 2012, ISBN 978-3-937436-41-8, S. 295.